# Monte Paschi Eroica 2009
La 3e édition du Monte Paschi Eroica a eu lieu le 7 mars 2009, en Toscane, avec un parcours tracé entre Gaiole in Chianti et Sienne.

## Présentation

### Équipes
On retrouve un total de 15 équipes au départ, 8 faisant partie des ProTeams, la première division mondiale, et les sept autres des équipes continentales professionnelles, la seconde division mondiale.
| ProTeams (8)- Lampre-NGC - AG2R La Mondiale - Garmin-Slipstream - Liquigas - Columbia-High Road - Katusha - Team Milram - Saxo Bank Équipes continentales professionnelles (7)- Acqua & Sapone-Caffè Mokambo - Barloworld - Ceramica Flaminia-Bossini Docce - Cervélo TestTeam - Androni Giocattoli-Serramenti PVC Diquigiovanni - ISD-Neri - LPR Brakes-Farnese Vini |
| |

## Classements

### Classement de la course
| \| Classement général \| Classement général \| Classement général \| Classement général \| Classement général \| \| Coureur \| Coureur \| Pays \| Équipe \| Temps \| \| ------------------ \| -------------------- \| ------------------ \| ----------------------------------------------- \| ------------------ \| \| 1er \| Thomas Lövkvist \| Suède \| Columbia-High Road \| 4 h 59 min 02 s \| \| 2e \| Fabian Wegmann \| Allemagne \| Team Milram \| + 4 s \| \| 3e \| Martin Elmiger \| Suisse \| AG2R La Mondiale \| + 6 s \| \| 4e \| Edvald Boasson Hagen \| Norvège \| Columbia-High Road \| + 8 s \| \| 5e \| Linus Gerdemann \| Allemagne \| Team Milram \| + 12 s \| \| 6e \| Giovanni Visconti \| Italie \| ISD \| + 14 s \| \| 7e \| Peter Velits \| Slovaquie \| Team Milram \| + 14 s \| \| 8e \| Andy Schleck \| Luxembourg \| Saxo Bank \| + 16 s \| \| 9e \| Daniel Lloyd \| Royaume-Uni \| Cervélo TestTeam \| + 19 s \| \| 10e \| Ryder Hesjedal \| Canada \| Garmin-Slipstream \| + 22 s \| \| 11e \| Daniele Bennati \| Italie \| Liquigas \| + 29 s \| \| 12e \| Sergueï Ivanov \| Russie \| Katusha \| + 30 s \| \| 13e \| Ignatas Konovalovas \| Lituanie \| Cervélo TestTeam \| + 34 s \| \| 14e \| Roger Hammond \| Royaume-Uni \| Cervélo TestTeam \| + 34 s \| \| 15e \| Riccardo Chiarini \| Italie \| LPR Brakes-Farnese Vini \| + 50 s \| \| 16e \| Oscar Gatto \| Italie \| ISD \| + 1 min 18 s \| \| 17e \| Daniele Righi \| Italie \| Lampre-NGC \| + 1 min 36 s \| \| 18e \| Dominique Rollin \| Canada \| Cervélo TestTeam \| + 1 min 36 s \| \| 19e \| Manuel Belletti \| Italie \| Serramenti PVC Diquigiovanni-Androni Giocattoli \| + 1 min 36 s \| \| 20e \| Matti Breschel \| Danemark \| Saxo Bank \| + 1 min 36 s \| |                      |             |                                                 |                 |
| |                      |             |                                                 |                 |
| |                      |             |                                                 |                 |
| Classement général |                      |             |                                                 |                 |
| Coureur | Coureur              | Pays        | Équipe                                          | Temps           |
| 1er | Thomas Lövkvist      | Suède       | Columbia-High Road                              | 4 h 59 min 02 s |
| 2e | Fabian Wegmann       | Allemagne   | Team Milram                                     | + 4 s           |
| 3e | Martin Elmiger       | Suisse      | AG2R La Mondiale                                | + 6 s           |
| 4e | Edvald Boasson Hagen | Norvège     | Columbia-High Road                              | + 8 s           |
| 5e | Linus Gerdemann      | Allemagne   | Team Milram                                     | + 12 s          |
| 6e | Giovanni Visconti    | Italie      | ISD                                             | + 14 s          |
| 7e | Peter Velits         | Slovaquie   | Team Milram                                     | + 14 s          |
| 8e | Andy Schleck         | Luxembourg  | Saxo Bank                                       | + 16 s          |
| 9e | Daniel Lloyd         | Royaume-Uni | Cervélo TestTeam                                | + 19 s          |
| 10e | Ryder Hesjedal       | Canada      | Garmin-Slipstream                               | + 22 s          |
| 11e | Daniele Bennati      | Italie      | Liquigas                                        | + 29 s          |
| 12e | Sergueï Ivanov       | Russie      | Katusha                                         | + 30 s          |
| 13e | Ignatas Konovalovas  | Lituanie    | Cervélo TestTeam                                | + 34 s          |
| 14e | Roger Hammond        | Royaume-Uni | Cervélo TestTeam                                | + 34 s          |
| 15e | Riccardo Chiarini    | Italie      | LPR Brakes-Farnese Vini                         | + 50 s          |
| 16e | Oscar Gatto          | Italie      | ISD                                             | + 1 min 18 s    |
| 17e | Daniele Righi        | Italie      | Lampre-NGC                                      | + 1 min 36 s    |
| 18e | Dominique Rollin     | Canada      | Cervélo TestTeam                                | + 1 min 36 s    |
| 19e | Manuel Belletti      | Italie      | Serramenti PVC Diquigiovanni-Androni Giocattoli | + 1 min 36 s    |
| 20e | Matti Breschel       | Danemark    | Saxo Bank                                       | + 1 min 36 s    |

## Liste des participants
| Lampre-NGC LAM | Lampre-NGC LAM           | Lampre-NGC LAM |
| -------------- | ------------------------ | -------------- |
| Num            | Coureur                  | Pos            |
| 1              | Alessandro Ballan (ITA)  | AB             |
| 2              | Emanuele Bindi (ITA)     | AB             |
| 3              | Vitaliy Buts (UKR)       | 63e            |
| 4              | Mauro Da Dalto (ITA)     | 58e            |
| 5              | Andrea Grendene (ITA)    | AB             |
| 6              | Massimiliano Mori (ITA)  | AB             |
| 7              | Daniele Righi (ITA)      | 17e            |
| 8              | Vladimir Zagorodny (UKR) | AB             |

| Acqua & Sapone - Caffè Mokambo ASA | Acqua & Sapone - Caffè Mokambo ASA | Acqua & Sapone - Caffè Mokambo ASA |
| ---------------------------------- | ---------------------------------- | ---------------------------------- |
| Num                                | Coureur                            | Pos                                |
| 11                                 | Francesco Di Paolo (ITA)           |                                    |
| 12                                 | Francesco Failli (ITA)             |                                    |
| 13                                 | Alessandro Fantini (ITA)           |                                    |
| 14                                 | Ruggero Marzoli (ITA)              |                                    |
| 15                                 | Andrea Masciarelli (ITA)           |                                    |
| 16                                 | Simone Masciarelli (ITA)           |                                    |
| 17                                 | Luca Pierfelici (ITA)              |                                    |

| AG2R La Mondiale ALM | AG2R La Mondiale ALM     | AG2R La Mondiale ALM |
| -------------------- | ------------------------ | -------------------- |
| Num                  | Coureur                  | Pos                  |
| 21                   | Aurélien Clerc (SUI)     |                      |
| 22                   | Martin Elmiger (SUI)     |                      |
| 23                   | Julien Loubet (FRA)      |                      |
| 24                   | Rene Mandri (EST)        |                      |
| 25                   | Alexandr Pliuschin (MDA) |                      |
| 26                   | Jean-Charles Sénac (FRA) |                      |

| Barloworld BAR | Barloworld BAR             | Barloworld BAR |
| -------------- | -------------------------- | -------------- |
| Num            | Coureur                    | Pos            |
| 31             | Diego Caccia (ITA)         |                |
| 32             | Patrick Calcagni (SUI)     |                |
| 33             | Giampaolo Cheula (ITA)     |                |
| 34             | Marco Corti (ITA)          |                |
| 35             | Paolo Longo Borghini (ITA) |                |
| 36             | Michele Merlo (ITA)        |                |
| 37             | Carlo Scognamiglio (ITA)   |                |
| 38             | Geraint Thomas (GBR)       |                |

| Ceramica Flaminia - Bossini Docce FLM | Ceramica Flaminia - Bossini Docce FLM | Ceramica Flaminia - Bossini Docce FLM |
| ------------------------------------- | ------------------------------------- | ------------------------------------- |
| Num                                   | Coureur                               | Pos                                   |
| 41                                    | Maurizio Biondo (ITA)                 |                                       |
| 42                                    | Leonardo Giordani (ITA)               |                                       |
| 43                                    | Adriano Angeloni (ITA)                |                                       |
| 44                                    | Alessandro Maserati (ITA)             |                                       |
| 45                                    | Diego Nosotti (ITA)                   |                                       |
| 46                                    | Bernardo Riccio (ITA)                 |                                       |
| 47                                    | Luigi Sestili (ITA)                   |                                       |

| Cervélo TestTeam CTT | Cervélo TestTeam CTT      | Cervélo TestTeam CTT |
| -------------------- | ------------------------- | -------------------- |
| Num                  | Coureur                   | Pos                  |
| 51                   | Roger Hammond (GBR)       |                      |
| 52                   | Andreas Klier (GER)       |                      |
| 53                   | Ignatas Konovalovas (LTU) |                      |
| 54                   | Brett Lancaster (AUS)     |                      |
| 55                   | Daniel Lloyd (GBR)        |                      |
| 56                   | Gabriel Rasch (NOR)       |                      |
| 57                   | Martin Reimer (GER)       |                      |
| 58                   | Dominique Rollin (CAN)    |                      |

| Serramenti PVC Diquigiovanni-Androni Giocattoli SDA | Serramenti PVC Diquigiovanni-Androni Giocattoli SDA | Serramenti PVC Diquigiovanni-Androni Giocattoli SDA |
| --------------------------------------------------- | --------------------------------------------------- | --------------------------------------------------- |
| Num                                                 | Coureur                                             | Pos                                                 |
| 61                                                  | Francesco Ginanni (ITA)                             |                                                     |
| 62                                                  | Manuel Belletti (ITA)                               |                                                     |
| 63                                                  | Luca Celli (ITA)                                    |                                                     |
| 64                                                  | Alessandro Bertolini (ITA)                          |                                                     |
| 65                                                  | Mattia Gavazzi (ITA)                                |                                                     |
| 66                                                  | Nazareno Rossi (SUI)                                |                                                     |
| 67                                                  | Luca Solari (ITA)                                   |                                                     |
| 68                                                  | Luis Ángel Maté (ESP)                               |                                                     |

| Garmin-Slipstream GRM | Garmin-Slipstream GRM    | Garmin-Slipstream GRM |
| --------------------- | ------------------------ | --------------------- |
| Num                   | Coureur                  | Pos                   |
| 71                    | Hans Dekkers (NED)       |                       |
| 72                    | Tyler Farrar (USA)       |                       |
| 73                    | Michael Friedman (USA)   |                       |
| 74                    | William Frischkorn (USA) |                       |
| 75                    | Ryder Hesjedal (CAN)     |                       |
| 76                    | Martijn Maaskant (NED)   |                       |
| 77                    | Christopher Sutton (AUS) |                       |
| 78                    | Svein Tuft (CAN)         |                       |

| ISD | ISD                      | ISD |
| --- | ------------------------ | --- |
| Num | Coureur                  | Pos |
| 81  | Giovanni Visconti (ITA)  |     |
| 82  | Dario Cioni (ITA)        |     |
| 83  | Andriy Grivko (UKR)      |     |
| 84  | Oleksandr Kvachuk (UKR)  |     |
| 85  | Maxim Belkov (RUS)       |     |
| 86  | Leonardo Scarselli (ITA) |     |
| 87  | Vitaliy Kondrout (UKR)   |     |
| 88  | Oscar Gatto (ITA)        |     |

| Liquigas LIQ | Liquigas LIQ             | Liquigas LIQ |
| ------------ | ------------------------ | ------------ |
| Num          | Coureur                  | Pos          |
| 91           | Daniele Bennati (ITA)    |              |
| 92           | Claudio Corioni (ITA)    |              |
| 93           | Gianni Da Ros (ITA)      |              |
| 94           | Jacopo Guarnieri (ITA)   |              |
| 95           | Daniel Oss (ITA)         |              |
| 96           | Manuel Quinziato (ITA)   |              |
| 97           | Fabio Sabatini (ITA)     |              |
| 98           | Alessandro Vanotti (ITA) |              |

| LPR Brakes-Farnese Vini LPR | LPR Brakes-Farnese Vini LPR | LPR Brakes-Farnese Vini LPR |
| --------------------------- | --------------------------- | --------------------------- |
| Num                         | Coureur                     | Pos                         |
| 101                         | Lorenzo Bernucci (ITA)      |                             |
| 102                         | Marco Cattaneo (ITA)        |                             |
| 103                         | Giairo Ermeti (ITA)         |                             |
| 104                         | Matteo Montaguti (ITA)      |                             |
| 105                         | Riccardo Chiarini (ITA)     |                             |
| 106                         | Alberto Ongarato (ITA)      |                             |
| 107                         | Fabio Negri (ITA)           |                             |
| 108                         | Roberto Ferrari (ITA)       |                             |

| Columbia-High Road THR | Columbia-High Road THR     | Columbia-High Road THR |
| ---------------------- | -------------------------- | ---------------------- |
| Num                    | Coureur                    | Pos                    |
| 111                    | Michael Albasini (SUI)     |                        |
| 112                    | Edvald Boasson Hagen (NOR) |                        |
| 113                    | Mark Cavendish (GBR)       |                        |
| 114                    | Bernhard Eisel (AUT)       |                        |
| 115                    | Adam Hansen (AUS)          |                        |
| 116                    | Thomas Lövkvist (SWE)      |                        |
| 117                    | Michael Rogers (AUS)       |                        |

| Katusha KAT | Katusha KAT            | Katusha KAT |
| ----------- | ---------------------- | ----------- |
| Num         | Coureur                | Pos         |
| 121         | Filippo Pozzato (ITA)  |             |
| 122         | Pavel Brutt (RUS)      |             |
| 123         | Mikhail Ignatiev (RUS) |             |
| 124         | Sergueï Ivanov (RUS)   |             |
| 125         | Sergueï Klimov (RUS)   |             |
| 126         | Luca Mazzanti (ITA)    |             |
| 127         | Ben Swift (GBR)        |             |

| Team Milram MRM | Team Milram MRM           | Team Milram MRM |
| --------------- | ------------------------- | --------------- |
| Num             | Coureur                   | Pos             |
| 131             | Linus Gerdemann (GER)     |                 |
| 132             | Fabian Wegmann (GER)      |                 |
| 133             | Johannes Fröhlinger (GER) |                 |
| 134             | Gerald Ciolek (GER)       |                 |
| 135             | Servais Knaven (NED)      |                 |
| 136             | Björn Schröder (GER)      |                 |
| 137             | Peter Wrolich (AUT)       |                 |
| 138             | Peter Velits (SVK)        |                 |

| Saxo Bank SAX | Saxo Bank SAX             | Saxo Bank SAX |
| ------------- | ------------------------- | ------------- |
| Num           | Coureur                   | Pos           |
| 141           | Kasper Klostergaard (DEN) |               |
| 142           | Andy Schleck (LUX)        |               |
| 143           | Dominic Klemme (GER)      |               |
| 144           | Frank Høj (DEN)           |               |
| 145           | Kurt Asle Arvesen (NOR)   |               |
| 146           | Marcus Ljungqvist (SWE)   |               |
| 147           | Matti Breschel (DEN)      |               |
| 148           | Stuart O'Grady (AUS)      |               |

| Lampre-NGC LAM | Lampre-NGC LAM           | Lampre-NGC LAM |
| -------------- | ------------------------ | -------------- |
| Num            | Coureur                  | Pos            |
| 1              | Alessandro Ballan (ITA)  | AB             |
| 2              | Emanuele Bindi (ITA)     | AB             |
| 3              | Vitaliy Buts (UKR)       | 63e            |
| 4              | Mauro Da Dalto (ITA)     | 58e            |
| 5              | Andrea Grendene (ITA)    | AB             |
| 6              | Massimiliano Mori (ITA)  | AB             |
| 7              | Daniele Righi (ITA)      | 17e            |
| 8              | Vladimir Zagorodny (UKR) | AB             |

| Acqua & Sapone - Caffè Mokambo ASA | Acqua & Sapone - Caffè Mokambo ASA | Acqua & Sapone - Caffè Mokambo ASA |
| ---------------------------------- | ---------------------------------- | ---------------------------------- |
| Num                                | Coureur                            | Pos                                |
| 11                                 | Francesco Di Paolo (ITA)           |                                    |
| 12                                 | Francesco Failli (ITA)             |                                    |
| 13                                 | Alessandro Fantini (ITA)           |                                    |
| 14                                 | Ruggero Marzoli (ITA)              |                                    |
| 15                                 | Andrea Masciarelli (ITA)           |                                    |
| 16                                 | Simone Masciarelli (ITA)           |                                    |
| 17                                 | Luca Pierfelici (ITA)              |                                    |

| AG2R La Mondiale ALM | AG2R La Mondiale ALM     | AG2R La Mondiale ALM |
| -------------------- | ------------------------ | -------------------- |
| Num                  | Coureur                  | Pos                  |
| 21                   | Aurélien Clerc (SUI)     |                      |
| 22                   | Martin Elmiger (SUI)     |                      |
| 23                   | Julien Loubet (FRA)      |                      |
| 24                   | Rene Mandri (EST)        |                      |
| 25                   | Alexandr Pliuschin (MDA) |                      |
| 26                   | Jean-Charles Sénac (FRA) |                      |

| Barloworld BAR | Barloworld BAR             | Barloworld BAR |
| -------------- | -------------------------- | -------------- |
| Num            | Coureur                    | Pos            |
| 31             | Diego Caccia (ITA)         |                |
| 32             | Patrick Calcagni (SUI)     |                |
| 33             | Giampaolo Cheula (ITA)     |                |
| 34             | Marco Corti (ITA)          |                |
| 35             | Paolo Longo Borghini (ITA) |                |
| 36             | Michele Merlo (ITA)        |                |
| 37             | Carlo Scognamiglio (ITA)   |                |
| 38             | Geraint Thomas (GBR)       |                |

| Ceramica Flaminia - Bossini Docce FLM | Ceramica Flaminia - Bossini Docce FLM | Ceramica Flaminia - Bossini Docce FLM |
| ------------------------------------- | ------------------------------------- | ------------------------------------- |
| Num                                   | Coureur                               | Pos                                   |
| 41                                    | Maurizio Biondo (ITA)                 |                                       |
| 42                                    | Leonardo Giordani (ITA)               |                                       |
| 43                                    | Adriano Angeloni (ITA)                |                                       |
| 44                                    | Alessandro Maserati (ITA)             |                                       |
| 45                                    | Diego Nosotti (ITA)                   |                                       |
| 46                                    | Bernardo Riccio (ITA)                 |                                       |
| 47                                    | Luigi Sestili (ITA)                   |                                       |

| Cervélo TestTeam CTT | Cervélo TestTeam CTT      | Cervélo TestTeam CTT |
| -------------------- | ------------------------- | -------------------- |
| Num                  | Coureur                   | Pos                  |
| 51                   | Roger Hammond (GBR)       |                      |
| 52                   | Andreas Klier (GER)       |                      |
| 53                   | Ignatas Konovalovas (LTU) |                      |
| 54                   | Brett Lancaster (AUS)     |                      |
| 55                   | Daniel Lloyd (GBR)        |                      |
| 56                   | Gabriel Rasch (NOR)       |                      |
| 57                   | Martin Reimer (GER)       |                      |
| 58                   | Dominique Rollin (CAN)    |                      |

| Serramenti PVC Diquigiovanni-Androni Giocattoli SDA | Serramenti PVC Diquigiovanni-Androni Giocattoli SDA | Serramenti PVC Diquigiovanni-Androni Giocattoli SDA |
| --------------------------------------------------- | --------------------------------------------------- | --------------------------------------------------- |
| Num                                                 | Coureur                                             | Pos                                                 |
| 61                                                  | Francesco Ginanni (ITA)                             |                                                     |
| 62                                                  | Manuel Belletti (ITA)                               |                                                     |
| 63                                                  | Luca Celli (ITA)                                    |                                                     |
| 64                                                  | Alessandro Bertolini (ITA)                          |                                                     |
| 65                                                  | Mattia Gavazzi (ITA)                                |                                                     |
| 66                                                  | Nazareno Rossi (SUI)                                |                                                     |
| 67                                                  | Luca Solari (ITA)                                   |                                                     |
| 68                                                  | Luis Ángel Maté (ESP)                               |                                                     |

| Garmin-Slipstream GRM | Garmin-Slipstream GRM    | Garmin-Slipstream GRM |
| --------------------- | ------------------------ | --------------------- |
| Num                   | Coureur                  | Pos                   |
| 71                    | Hans Dekkers (NED)       |                       |
| 72                    | Tyler Farrar (USA)       |                       |
| 73                    | Michael Friedman (USA)   |                       |
| 74                    | William Frischkorn (USA) |                       |
| 75                    | Ryder Hesjedal (CAN)     |                       |
| 76                    | Martijn Maaskant (NED)   |                       |
| 77                    | Christopher Sutton (AUS) |                       |
| 78                    | Svein Tuft (CAN)         |                       |

| ISD | ISD                      | ISD |
| --- | ------------------------ | --- |
| Num | Coureur                  | Pos |
| 81  | Giovanni Visconti (ITA)  |     |
| 82  | Dario Cioni (ITA)        |     |
| 83  | Andriy Grivko (UKR)      |     |
| 84  | Oleksandr Kvachuk (UKR)  |     |
| 85  | Maxim Belkov (RUS)       |     |
| 86  | Leonardo Scarselli (ITA) |     |
| 87  | Vitaliy Kondrout (UKR)   |     |
| 88  | Oscar Gatto (ITA)        |     |

| Liquigas LIQ | Liquigas LIQ             | Liquigas LIQ |
| ------------ | ------------------------ | ------------ |
| Num          | Coureur                  | Pos          |
| 91           | Daniele Bennati (ITA)    |              |
| 92           | Claudio Corioni (ITA)    |              |
| 93           | Gianni Da Ros (ITA)      |              |
| 94           | Jacopo Guarnieri (ITA)   |              |
| 95           | Daniel Oss (ITA)         |              |
| 96           | Manuel Quinziato (ITA)   |              |
| 97           | Fabio Sabatini (ITA)     |              |
| 98           | Alessandro Vanotti (ITA) |              |

| LPR Brakes-Farnese Vini LPR | LPR Brakes-Farnese Vini LPR | LPR Brakes-Farnese Vini LPR |
| --------------------------- | --------------------------- | --------------------------- |
| Num                         | Coureur                     | Pos                         |
| 101                         | Lorenzo Bernucci (ITA)      |                             |
| 102                         | Marco Cattaneo (ITA)        |                             |
| 103                         | Giairo Ermeti (ITA)         |                             |
| 104                         | Matteo Montaguti (ITA)      |                             |
| 105                         | Riccardo Chiarini (ITA)     |                             |
| 106                         | Alberto Ongarato (ITA)      |                             |
| 107                         | Fabio Negri (ITA)           |                             |
| 108                         | Roberto Ferrari (ITA)       |                             |

| Columbia-High Road THR | Columbia-High Road THR     | Columbia-High Road THR |
| ---------------------- | -------------------------- | ---------------------- |
| Num                    | Coureur                    | Pos                    |
| 111                    | Michael Albasini (SUI)     |                        |
| 112                    | Edvald Boasson Hagen (NOR) |                        |
| 113                    | Mark Cavendish (GBR)       |                        |
| 114                    | Bernhard Eisel (AUT)       |                        |
| 115                    | Adam Hansen (AUS)          |                        |
| 116                    | Thomas Lövkvist (SWE)      |                        |
| 117                    | Michael Rogers (AUS)       |                        |

| Katusha KAT | Katusha KAT            | Katusha KAT |
| ----------- | ---------------------- | ----------- |
| Num         | Coureur                | Pos         |
| 121         | Filippo Pozzato (ITA)  |             |
| 122         | Pavel Brutt (RUS)      |             |
| 123         | Mikhail Ignatiev (RUS) |             |
| 124         | Sergueï Ivanov (RUS)   |             |
| 125         | Sergueï Klimov (RUS)   |             |
| 126         | Luca Mazzanti (ITA)    |             |
| 127         | Ben Swift (GBR)        |             |

| Team Milram MRM | Team Milram MRM           | Team Milram MRM |
| --------------- | ------------------------- | --------------- |
| Num             | Coureur                   | Pos             |
| 131             | Linus Gerdemann (GER)     |                 |
| 132             | Fabian Wegmann (GER)      |                 |
| 133             | Johannes Fröhlinger (GER) |                 |
| 134             | Gerald Ciolek (GER)       |                 |
| 135             | Servais Knaven (NED)      |                 |
| 136             | Björn Schröder (GER)      |                 |
| 137             | Peter Wrolich (AUT)       |                 |
| 138             | Peter Velits (SVK)        |                 |

| Saxo Bank SAX | Saxo Bank SAX             | Saxo Bank SAX |
| ------------- | ------------------------- | ------------- |
| Num           | Coureur                   | Pos           |
| 141           | Kasper Klostergaard (DEN) |               |
| 142           | Andy Schleck (LUX)        |               |
| 143           | Dominic Klemme (GER)      |               |
| 144           | Frank Høj (DEN)           |               |
| 145           | Kurt Asle Arvesen (NOR)   |               |
| 146           | Marcus Ljungqvist (SWE)   |               |
| 147           | Matti Breschel (DEN)      |               |
| 148           | Stuart O'Grady (AUS)      |               |